# Inga longiflora
Inga longiflora är en ärtväxtart som beskrevs av George Bentham. Inga longiflora ingår i släktet Inga och familjen ärtväxter. Inga underarter finns listade i Catalogue of Life.